# 2022년 우루무치 화재

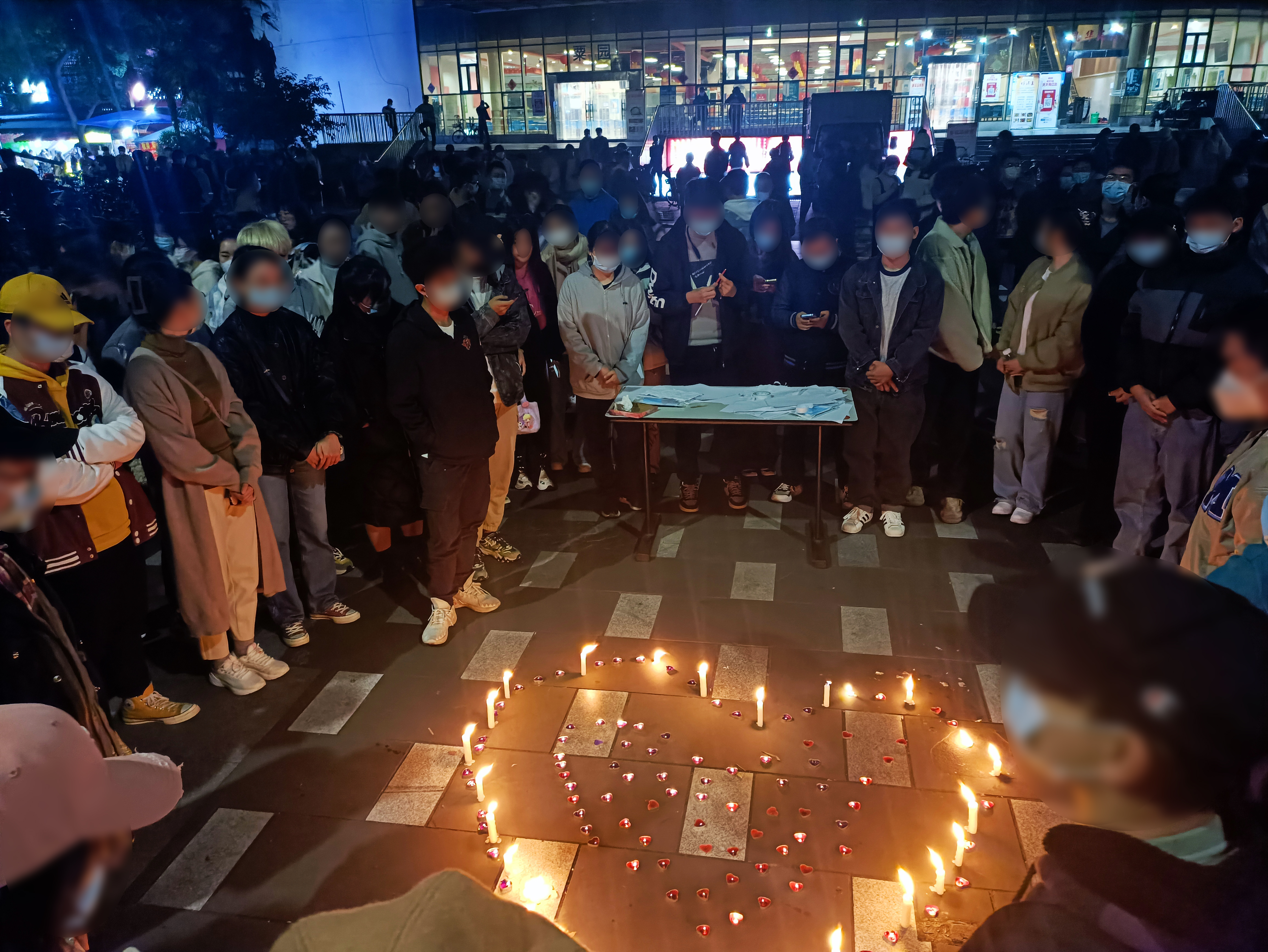
화재 희생자들을 추모하는 서남교통대학 학생

2022년 11월 24일 우루무치시에 있는 고층 아파트에서 화재가 발생했다. 현지 당국은 이로 인해 10명이 숨졌는데 이들 모두 위구르인이고 또한 9명이 다쳤다고 밝혔으나 희생자 수를 축소하여 공개했다는 우려가 발생했다. 언론인들은 중화인민공화국 정부의 엄격한 제로코비드 정책으로 인해 아파트 주민들이 제대로 대피하지 못하고 화재 진압이 제대로 이뤄지지 못했을지에 대한 의문을 제기했으나 중화인민공화국 당국은 그러한 의혹들을 부인했다. 화재는 2022년 중국 시위를 촉발시켰는데 시위자들은 중화인민공화국 측의 코로나19 범유행 정책을 비판했지만 몇몇 경우에는 중국공산당의 일당독재 종식 및 시진핑 주석의 퇴진을 주장했다.

## 여파
화재가 발생한 후 신장 위구르 자치구, 상하이시, 난징시, 베이징시에서 중화인민공화국의 코로나19 범유행 정책을 비판하는 시위가 일어났는데 몇몇은 시진핑 주석의 퇴진을 요구했다. 시위자들은 정부의 과도한 방역법을 비판했는데 그들은 이러한 법으로 인해 소방관들이 화재 현장에 제대로 접근하지 못했다고 주장한다.
위구르인 다수 거주 지역에서 화재가 나고 사망자 전원이 위구르인이었음에도 우루무치시에서는 시위자들 대부분이 한족이었다.
상하이시에서 시위자들은 화재 희생자들을 추도하며 제로코비드 정책 종료와 시진핑 퇴진을 요구했다.
베이징시와 난징시에서 시위자들은 화재 희생자들을 추모하고 정부의 검열 정책을 비판하는 뜻으로 백지를 들어올렸다. 시위는 또한 칭화 대학, 베이징 대학, 중산 대학 같은 대학교들에서 발생했다.

## 반응

### 중화인민공화국
우루무치시 시장 멤티민 카디르는 11월 25일 저녁 기자회견 도중 시민들에게 사죄하고 수사를 약속했다.
우루무치시 소방국장 리원성은 몇몇 거주자들의 대피 능력이 너무 부족하여 제시간에 빠져나가지 못했다고 발언했다. 시카고 대학교 정치학자 달리 양은 주민들이 계단을 따라 내려가서 탈출할 수 있었다는 당국의 주장은 피해자 비난으로 여겨지는데 이로 인해 대중들이 더욱 분노케 됐다고 밝혔다.
2022년 11월 27일 신강 공직자들은 시위 발생에 대한 언급 없이 락다운 완화를 약속했다.

### 위구르인 이민 공동체
미국에 체류하는 학자 타히르 이민은 뉴욕타임즈에 소방 당국의 대응이 끔찍했고 가용 시설과 장비가 있었음에도 3시간 동안 화재가 통제되지 못했다고 밝혔다.
스위스에 거주하는 위구르인 망명자 압둘하피즈 마이마이티민은 중화인민공화국에 있는 그의 친척 케메르니사 압두라흐만과 가족 4명이 위구르인 다수 지역에 산다는 이유로 제시간에 구조되지 못했다고 주장했다. 그들은 또한 희생자 수가 중화인민공화국에 의해 축소 발표됐다고 주장했다.
압두라흐만의 또 다른 친척으로 튀르키예에 체류하는 메르하바 무함마드는 뉴스위크에 그녀가 2016년 외국 유학을 위해 신강을 떠난 이후 가족과 연락이 두절됐다고 밝히면서 화재 때문에 44명이 넘게 죽었다고 소셜 미디어에 밝혔다. 또한 그녀의 가족들이 위구르인이어서 지역 당국이 그들을 구조하는 것을 우선순위에 두지 않았다고 주장했다.